# (4720) Tottori
(4720) Tottori est un astéroïde de la ceinture principale.

## Description
(4720) Tottori est un astéroïde de la ceinture principale. Il fut découvert le 19 décembre 1990 à Kushiro par Seiji Ueda et Hiroshi Kaneda. Il présente une orbite caractérisée par un demi-grand axe de 2,22 UA, une excentricité de 0,15 et une inclinaison de 5,9° par rapport à l'écliptique.

## Compléments